# Perigrapha flora
Perigrapha flora är en fjärilsart som beskrevs av Márton Hreblay 1996. Perigrapha flora ingår i släktet Perigrapha och familjen nattflyn. Inga underarter finns listade i Catalogue of Life.